# Milán-San Remo 2016
La 107.ª edición de la clásica ciclista Milán-San Remo se celebró en Italia el 19 de marzo de 2016. 
Forma parte del UCI WorldTour 2016 y fue la cuarta carrera del calendario. Esta carrera es también la primera de los cinco monumentos del ciclismo de la temporada.
Después de 6 horas, 54 minutos y 45 segundos, y tras un pequeño desvío a causa de un desprendimiento en la carretera, el recorrido fue de 295 kilómetros, donde finalmente el ganador de esta edición ha sido el ciclista francés Arnaud Démare (FDJ), imponiéndose en un sprint inesperado en las calles de la ciudad italiana superando a Ben Swift (Team Sky) y a Jürgen Roelandts (Lotto Soudal).

## Recorrido
La Milán-San Remo dispuso de un recorrido total de 291 kilómetros, casi idéntico al del año pasado, pero con dos kilómetros menos, de 293 a 291, con los pasos intermedios de puertos como el Turchino en la mitad de la carrera, los Capos (Mele, Cervo, Berta), y la cota más exigente como la Cipressa, y el Poggio en los últimos kilómetros con una pendiente media del 3,7%, aportando la dureza que pondrá a prueba a los favoritos.

## Equipos participantes
Tomaron parte en la carrera 25 equipos: los 18 UCI ProTeam (al tener asegurada y ser obligatoria su participación), más 7 equipos Profesionales Continentales invitados por la organización. Formando así un pelotón de 200 ciclistas (el límite de ciclistas para carreras profesionales) de 8 corredores cada equipo, de los que acabaron 180. Los equipos participantes fueron:
| Equipo                      | Cód. UCI | Categoría               |
| --------------------------- | -------- | ----------------------- |
| Tinkoff                     | TNK      | UCI ProTeam             |
| Ag2r La Mondiale            | ALM      | UCI ProTeam             |
| Androni Giocattoli-Sidermec | AND      | Profesional Continental |
| Astana Pro Team             | AST      | UCI ProTeam             |
| Bardiani CSF                | BAR      | Profesional Continental |
| BMC Racing Team             | BMC      | UCI ProTeam             |
| Bora-Argon 18               | BOA      | Profesional Continental |
| Cannondale                  | CPT      | UCI ProTeam             |
| CCC Sprandi Polkowice       | CCC      | Profesional Continental |
| Cofidis, Solutions Crédits  | COF      | Profesional Continental |
| Dimension Data              | DDD      | UCI ProTeam             |
| Etixx-Quick Step            | EQS      | UCI ProTeam             |
| FDJ                         | FDJ      | UCI ProTeam             |
| IAM Cycling                 | IAM      | UCI ProTeam             |
| Lampre-Merida               | LAM      | UCI ProTeam             |
| Lotto Soudal                | LTS      | UCI ProTeam             |
| Movistar Team               | MOV      | UCI ProTeam             |
| Orica GreenEDGE             | OGE      | UCI ProTeam             |
| Southeast-Venezuela         | STH      | Profesional Continental |
| Team Giant-Alpecin          | TGA      | UCI ProTeam             |
| Team Katusha                | KAT      | UCI ProTeam             |
| Team LottoNL-Jumbo          | TLJ      | UCI ProTeam             |
| Team Novo Nordisk           | TNN      | Profesional Continental |
| Team Sky                    | SKY      | UCI ProTeam             |
| Trek-Segafredo              | TFS      | UCI ProTeam             |

## Clasificación final
- Las clasificaciones finalizaron de la siguiente forma:[5]

| Posición | Ciclista           | Equipo                     | Tiempo          |
| -------- | ------------------ | -------------------------- | --------------- |
| 1.º      | Arnaud Démare      | FDJ                        | 6 h 54 min 45 s |
| 2.º      | Ben Swift          | Sky                        | m.t.            |
| 3.º      | Jürgen Roelandts   | Lotto Soudal               | m.t.            |
| 4.º      | Nacer Bouhanni     | Cofidis, Solutions Crédits | m.t.            |
| 5.º      | Greg Van Avermaet  | BMC Racing                 | m.t.            |
| 6.º      | Alexander Kristoff | Katusha                    | m.t.            |
| 7.º      | Heinrich Haussler  | IAM                        | m.t.            |
| 8.º      | Filippo Pozzato    | Southeast-Venezuela        | m.t.            |
| 9.º      | Sonny Colbrelli    | Bardiani CSF               | m.t.            |
| 10.º     | Matteo Trentin     | Etixx-Quick Step           | m.t.            |

| 11.º | Luis León Sánchez  | Astana                      | m.t. |
| 12.º | Peter Sagan        | Tinkoff                     | m.t. |
| 13.º | Matteo Montaguti   | Ag2r La Mondiale            | m.t. |
| 14.º | Tom Slagter        | Cannondale                  | m.t. |
| 15.º | Alejandro Valverde | Movistar                    | m.t. |
| 16.º | Jan Bakelants      | Ag2r La Mondiale            | m.t. |
| 17.º | Niccolò Bonifazio  | Trek-Segafredo              | m.t. |
| 18.º | Arthur Vichot      | FDJ                         | m.t. |
| 19.º | Simon Geschke      | Giant-Alpecin               | m.t. |
| 20.º | Francesco Gavazzi  | Androni Giocattoli-Sidermec | m.t. |

## UCI World Tour
La Milán-San Remo otorga puntos para el UCI WorldTour 2016, para corredores de equipos en las categorías UCI ProTeam, Profesional Continental y Equipos Continentales. La siguiente tabla corresponde al baremo de puntuación:
| Posición   | 1.º | 2.º | 3.º | 4.º | 5.º | 6.º | 7.º | 8.º | 9.º | 10.º |
| Puntuación | 100 | 80  | 70  | 60  | 50  | 40  | 30  | 20  | 10  | 4    |

| Posición | Ciclista           | Equipo                     | Puntos |
| -------- | ------------------ | -------------------------- | ------ |
| 1.º      | Arnaud Démare      | FDJ                        | 100    |
| 2.º      | Ben Swift          | Sky                        | 80     |
| 3.º      | Jürgen Roelandts   | Lotto Soudal               | 70     |
| 4.º      | Nacer Bouhanni     | Cofidis, Solutions Crédits | 60     |
| 5.º      | Greg Van Avermaet  | BMC Racing                 | 50     |
| 6.º      | Alexander Kristoff | Katusha                    | 40     |
| 7.º      | Heinrich Haussler  | IAM                        | 30     |
| 8.º      | Filippo Pozzato    | Southeast-Venezuela        | 20     |
| 9.º      | Sonny Colbrelli    | Bardiani CSF               | 10     |
| 10.º     | Matteo Trentin     | Etixx-Quick Step           | 4      |

Además, también otorgó puntos para el UCI World Ranking (clasificación global de todas las carreras internacionales).
| Posición   | 1.º | 2.º | 3.º | 4.º | 5.º | 6.º | 7.º | 8.º | 9.º | 10.º |
| Puntuación | 500 | 400 | 325 | 275 | 225 | 175 | 150 | 125 | 100 | 85   |

| Posición | Ciclista           | Equipo                     | Puntos |
| -------- | ------------------ | -------------------------- | ------ |
| 1.º      | Arnaud Démare      | FDJ                        | 500    |
| 2.º      | Ben Swift          | Sky                        | 400    |
| 3.º      | Jürgen Roelandts   | Lotto Soudal               | 325    |
| 4.º      | Nacer Bouhanni     | Cofidis, Solutions Crédits | 275    |
| 5.º      | Greg Van Avermaet  | BMC Racing                 | 225    |
| 6.º      | Alexander Kristoff | Katusha                    | 175    |
| 7.º      | Heinrich Haussler  | IAM                        | 150    |
| 8.º      | Filippo Pozzato    | Southeast-Venezuela        | 125    |
| 9.º      | Sonny Colbrelli    | Bardiani CSF               | 100    |
| 10.º     | Matteo Trentin     | Etixx-Quick Step           | 85     |